# Mariano Vidal Molina
Mariano Rodolfo Vidal Molina (* 23. Oktober 1925 in Buenos Aires; † 20. Februar 1996 in Madrid) war ein argentinischer Schauspieler.

## Leben
Vidal Molina begann seine Karriere als Kinoschauspieler 1953 in Argentinien; ein Jahrzehnt später übersiedelte er nach Spanien und etablierte sich als verlässlicher Nebendarsteller, der in zahlreichen Genrefilmen, darunter 16 Italowestern, seine gutaussehenden, aristokratisch wirkenden Züge einsetzte. Im Jahre 1991 spielte er seine letzte von 65 Film- und Fernsehrollen.
In den Stabangaben werden oft Varianten seines Namens, besonders häufig Vidal Molina und der englisch klingende Künstlername Tom Griffith benutzt.

## Filmografie (Auswahl)
- 1964: Höllenfahrt nach Golden City (Fuerte perdido)
- 1964: Die hundert Ritter (I cento cavalieri)
- 1964: Die letzte Kugel traf den Besten (Aventuras del Oeste)
- 1964: El secreto del capitán O’Hara
- 1964: Überfall auf Fort Yellowstone (El hombre de la diligencia)
- 1965: Dos mil Dolares por Coyote
- 1966: Donner über dem Indischen Ozean (Tonnerre sur l'océan indien)
- 1966: Die unerbittlichen Fünf (I cinque della vendetta)
- 1967: Feuer frei auf Frankie
- 1967: Shamango (Gentleman Jo… uccidi)
- 1968: Rio Hondo (Comanche blanco)
- 1969: La sfida dei MacKenna
- 1969: La última aventura del Zorro
- 1969: Um sie war der Hauch des Todes (Los desesperados)
- 1970: Bleigewitter (Reverendo Colt)
- 1970: La furia dei Khyber
- 1970: Das Geheimnis von Schloß Monte Christo (Ivanna)
- 1970: Manos torpes
- 1970: La muerte busca un hombre
- 1971: Un colt por 4 cirios
- 1972: Die Maske des Grauens (La corrupción de Chris Miller)
- 1973: Herrscher einer versunkenen Welt (L'île misterieuse)
- 1973: Die Todeskrallen des grausamen Wolfes (El retorno de Walpurgis)
- 1973: Todeskreis Libelle (Una libélula para cada muerto)
- 1974: Das Tal der tanzenden Witwen
- 1976: Potato Fritz
- 1986: Banter – Eine geheimnisvolle Affäre (Banter)
- 1987: El aullido del diablo